# The Resurrection of Gavin Stone
The Resurrection of Gavin Stone (bra: A Ressurreição de Gavin Stone) é um filme de comédia dramática cristã americano de 2017, dirigido por Dallas Jenkins, escrito por Andrea Gyertson Nasfell e estrelado por Brett Dalton, Anjelah Johnson-Reyes, Neil Flynn, Shawn Michaels e D. B. Sweeney. O filme foi lançado em 20 de janeiro de 2017, pela WWE Studios e Blumhouse Tilt.

## Enredo
A ex-estrela infantil Gavin Stone é agora um homem fracassado. Quando ele é forçado a voltar para casa, ele finge ser um cristão, então ele pode retratar Jesus em uma peça de Páscoa sendo produzida por uma mega-igreja.[carece de fontes?]

## Elenco
- Brett Dalton como Gavin Stone
- Anjelah Johnson-Reyes como Kelly Richardson
- Neil Flynn como Waylon Stone
- Shawn Michaels como Doug
- D. B. Sweeney como Pastor Allen Richardson
- Tim Frank como John Mark
- Liam Matthews como Charles
- Christopher Maleki como Mike Meara
- Patrick Gagnon como Anthony

## Produção
Em 29 de julho de 2015, foi anunciado que a WWE Studios havia adquirido direitos mundiais para a comédia baseada na fé. Em 20 de julho de 2016, a Vertical Church Films anunciou que o filme seria lançado em 20 de janeiro de 2017.
No Rotten Tomatoes, o filme tem uma taxa de aprovação de 42% com base em 11 avaliações e uma classificação média de 5,1/10. No Metacritic, o filme tem uma pontuação de 36 em 100 com base em 5 críticos, indicando "revisões geralmente desfavoráveis".